# Erziehungsmittel
Als Erziehungsmittel bezeichnet man in der Erziehung Handlungen und Situationen, die von einer erziehenden Person ausgeführt bzw. herbeigeführt werden, um bei einem jungen Menschen – idealerweise im Rahmen einer Erziehungsmethode – auf ein Erziehungsziel hinzuarbeiten. Erziehungskonzepte und Erziehungsstile können Präferenzen für bestimmte Erziehungsmittel und für bestimmte Erziehungsmethoden determinieren.
Wolfgang Brezinka spricht von einem vom Erzieher gewollten Persönlichkeitszustand beim Kind (Sollzustand, Ideal), der erreicht werden soll. Dieses Ziel bezeichnet Brezinka als Zweck, um dessentwillen bestimmte Handlungen des Erziehenden (Erziehungsmittel) geplant, gefordert oder in die Wege geleitet werden sollen. Die Handlungen zur Erreichung des Ziels nennt er Erziehung. Über den Zweck aber müsse Klarheit bestehen, bevor die Erziehungsmittel gewählt werden könnten. Am meisten würden die Ausdrücke Mittel, Mittel der Erziehung, Erziehungsmittel und Methode verwendet.

„[Ziel ist] die Änderung des Dispositionsgefüges eines anderen Menschen (interpretiert als Förderung, Verbesserung, Vervollkommnung oder Heilung) gemäß einem für ihn gesetzten Ideal. Nur wenn man unter Erziehung […] den objektiven Prozess der Veränderung im Dispositionsgefüge von Educanden […] verstehen […] und interpretieren würde, wäre es sinnvoll, die Handlungen […] als Erziehungsmittel zu bezeichnen.“

Der Brockhaus Psychologie definiert Erziehungsmittel als Maßnahme, mit der Erziehende auf Kinder und Jugendliche einzuwirken versuchen, um das Erreichen der Ziele zu sichern. In diesem Zusammenhang spiele in modernen westlichen Gesellschaften auch das Vorbildverhalten des Erziehenden eine Rolle. Die Autoren weisen zudem darauf hin, dass der Einsatz der Erziehungsmittel angemessen sein sollte, damit das Kind nicht psychisch oder physisch überfordert werde. Aufmunterung sei förderlicher als Strafe.

## Ausdrücke für Erziehungsmittel
Es muss klar sein, dass die unterschiedlichen Ausdrücke (Erziehungsmittel) von verschiedenen Autoren in jeweils anderen Zusammenhängen verwendet werden. In ihrer Bedeutung müssen sie also nicht deckungsgleich sein. Jedoch können verschiedene Ausdrücke mit der gleichen Bedeutung verwendet werden: z. B. Methode und Verfahren. Weitere Ausdrücke für Erziehungsmittel: Erziehungsart, Lehrart, Erziehungsweise, Lehrweise, Erziehungsform, Erziehungsverfahren, pädagogische Einwirkung, Erziehungsmaßnahme, Kunstgriffe der Erziehung usw.
Brezinka hält die große Auswahl an Ausdrücken für Erziehungsmittel für verwirrend; noch verwirrender nennt er die Versuche, die große Auswahl der verschiedenen Erziehungsmittel (siehe unten) zu strukturieren. Trotzdem nennt er die Lehre von den Erziehungsmitteln den Kern der Erziehungstheorie.

## Abgrenzung des Begriffs Erziehungsmittel
Erziehungsmethoden haben einen höheren Organisationsgrad als Erziehungsmittel und richten Erziehungsmittel nach Maßgabe von Erziehungsnormen auf bestimmte Erziehungsziele aus. Erziehungsmethoden sind in der Regel verschiedenen Systemen entnommen: Z. B. Erziehungsstil-Konzept.
Ein Beispiel für eine Erziehungsmethode ist die Time-out-Technik, bei der ein sich aggressiv verhaltendes Kind für eine begrenzte Zeit an einem ruhigen Ort von anderen Personen zwangsweise isoliert wird. Anders als Erziehungsmittel wie z. B. das Eckestehen zielt die Time-out-Technik nicht auf eine Bestrafung oder Demütigung des Kindes, sondern darauf, potentielle Reize auszuschalten.
Die Erziehungsnorm, der mit dieser Methode Rechnung getragen wird (der Zweck, an der die Methode orientiert ist), besteht in der pädagogischen Einsicht, dass der zu Erziehende aggressives Verhalten zukünftig meidet oder abbaut, das in einer sozialen Situation eben unangemessen ist.

## Gesichtspunkte für eine Theorie der Erziehungsmittel
Einige (ausgewählte) Gesichtspunkte, die für eine Theorie der Erziehungsmittel eine Rolle spielen sollten, nennt Wolfgang Brezinka:
- Es gibt unbeabsichtigte Wirkungen und schädliche Nebenwirkungen von Erziehungsmitteln. Johann Friedrich Herbart meint, dass unter vielen Mitteln oft nur ein einziges existiere, das brauchbar ist.[11]
- Es gibt kein Erziehungsmittel, das für alle Zwecke brauchbar wäre.[12]
- Ein Mittel aber könnte mehreren Zwecken dienen.[13]
- Einige Mittel scheinen auch untereinander austauschbar zu sein.[13]
- Für eine (komplexe) Wirkung ist oft die Koordination verschiedener Mittel naheliegend oder geraten.[14]
- Ein und dasselbe Mittel kann unterschiedlich auf verschiedene Kinder/Jugendliche wirken.[15]
- Letzteres kann auch bedeuten: Es muss bei der Anwendung der Mittel auf die Individualität des zu Erziehenden geachtet werden.[16]
- Eine Zweck-Mittel-Lehre kann niemals für alle Zeiten und Gesellschaften gültig sein. Jede praktische Pädagogik kann sich nur auf einen bestimmten Abschnitt der Geschichte beziehen.[17][18]
- Die Wirkung eines Erziehungsmittels kann nur grundsätzlich durch Erfahrung und/oder Untersuchung ermittelt werden.[19]
- Verschiedene Zwecke machen verschiedene Mittel notwendig.[20]
- In der früheren wie heutigen Pädagogik ist geblieben: Es ist klarer, was man bei der Anwendung bestimmter Mittel vermeiden soll, als das, was man zur Erreichung eines Zweckes anwenden sollte.
- Neben den direkten Handlungen, die man zur Erreichung eines Zweckes realisiert, kommt es auf die indirekten Handlungen an, die in bestimmten Situationen eine Rolle spielen.
- Für keinen Zweck gibt es nur das ein Mittel, das mit großer Sicherheit zum Erfolg führt.
- „Es ist unmöglich, zu einer vollständigen Erkenntnis der Kausalzusammenhänge zu gelangen, die im Einzelfall für die Entstehung aller jener Dispositionen […] relevant sind, welche von den Erziehern bezweckt werden.“[21]

## Beispiele von Erziehungsmitteln
In der pädagogischen Literatur werden unter anderem die folgenden Erziehungsmittel beschrieben bzw. in der Erziehungspraxis verwendet:
- Ablenkung
- Anerkennung
- Ansporn zum Wettbewerb
- Appell
- Aufgabe
- Auftrag
- Belehrung
- Belohnung, z. B. Erteilung von Privilegien
- Beratung
- Beurteilung
- Bitte
- Drohung
- Erinnerung
- Ermahnung
- Ermutigung
- Gebot
- Gewöhnung
- Herausforderung
- Lob
- Missbilligung
- Mitteilung (Information)
- Strafe, z. B. Körperstrafe, Züchtigung, Hausarrest, Strafestehen, Liebesentzug, Entzug von Privilegien
- Disziplinarstrafe
- Tadel
- Training
- Überwachung
- Übung
- Unterweisung
- Verbot
- Versprechen
- Verweis
- Warnung
- Wiederholung
- Zurechtweisung

Die große Auswahl von Erziehungsmitteln ist nicht unbedingt hilfreich bei der Gestaltung des Erziehungsalltags, denn es fehlt bisher eine überzeugende Systematik dieser Möglichkeiten des Handelns, die ein geordnetes Herangehen ermöglichte. Das macht auch Wolfgang Brezinka in seiner Kritik deutlich. Dies könnte u. a. bedeuten, dass es kaum eine Struktur gibt, in die die o. a. konkreten Erziehungsmittel so einzuordnen wären, damit man ein einigermaßen geordnetes Gesamtbild über die Erziehungsmittel vorweisen könnte, um sie angemessen anzuwenden und zu bewerten. (Siehe auch: Systematik)
Der Pädagoge Erich E. Geißler sieht eine Abhängigkeit bei der Wirksamkeit der Erziehungsmittel: Einmal von der Autorität des Erziehenden und zum anderen vom Gehorsam des Kindes. Eine modernere Formulierung dieses Sachverhalts wäre wahrscheinlich: Die Auswirkungen der Erziehungsmittel hängen vom Verhältnis des Erziehers von dem zu Erziehenden ab.

„So wird ein Lob oder ein Tadel desto nichtssagender, je weniger Autorität der Lobende oder Tadelnde hat, ein geregelter Arbeitsprozess desto unwahrscheinlicher, je weniger Gehorsam der Schüler besitzt.“

## Systematik der Erziehungsmittel bzw. des Erzieherverhaltens
Ferdinand Birnbaum hat 1950 – den unterschiedlichen Funktionen von Erziehungsmitteln entsprechend – zwischen entwicklungshelfenden, fortlenkenden, zurückdrängenden und umlenkenden Erziehungsmitteln unterschieden. Paul Hastenteufel fand diese Systematik unzureichend und hat 1980 eine Systematik vorgelegt, die sieben verschiedene Maßnahmenkomplexe unterscheidet.
Abweichend davon haben Justin Aronfreed und Martin Hoffman zwei Kategorien unterschieden: Induktion und Sensibilisierung. Induktionstechniken zielen darauf ab, das Kind die erzieherische Absicht verinnerlichen zu lassen, und basieren auf Mitteln wie Argumentation, Aufklärung und Appelle an den Stolz des Kindes. Sensibilisierung (englisch sensitization) – z. B. körperliche Züchtigung und Tadel – zielt dagegen darauf, die Aufmerksamkeit des Kindes für mögliche Bestrafungen zu schärfen; Kinder, die so erzogen werden, sind häufig aggressiver als andere, leiden aber weniger Gewissensqualen.
Eine beliebte Zuordnung aller Verhaltensweisen eines Erziehenden war in den Jahren vor 2000 das, was Reinhard und Anne-Marie Tausch das Typenkonzept (des Erzieherverhaltens) nannten. In diesem Konzept gibt es drei verschiedene Verhaltenskonzepte des Erziehers:
- Typenkonzept autokratisch: Es ist gekennzeichnet durch ein hohes Ausmaß an Kontrolle und Lenkung und ein hohes Ausmaß an emotionaler Kälte, Geringschätzung oder Abneigung.
- Typenkonzept Laisser-faire: Es zeichnet sich aus durch wenig Lenkung, keine/wenig Geringschätzung oder auch Wertschätzung.
- Typenkonzept sozialintegrativ: Es wird ein hohes Ausmaß an Zuneigung und Wertschätzung gewährt – und ein mittleres Ausmaß an Lenkung.

Erzieherverhalten lässt sich im Wesentlichen diesen Typenkonzepten zuordnen. Für leistungsfähiger halten Reinhard und Anne-Marie Tausch (1971) allerdings das Dimensionenkonzept, in dem Erzieherverhalten ausgewählten Dimensionen zugeordnet wird. Diese sind:
- Dimension Lenkung-Dirigierung
- Dimension Wertschätzung-Wärme-Zuneigung.

Mit der Zuordnung des Erzieherverhaltens zu Dimensionen seien auch die Auswirkungen der unterschiedlichen Verhaltensweisen auf das Kind oder auf den Jugendlichen besser vorhersagbar. Die Zuordnung selbst sei im Dimensionenkonzept zudem einfacher als im Typenkonzept (s. o.).